# Cratere del Sirente
Il cratere del Sirente è un laghetto stagionale (circa 115 per 140 metri) nel gruppo del Sirente, a tredici chilometri da Secinaro in Abruzzo.

## Descrizione
La forma quasi circolare e altri dettagli sono caratteristici dei crateri meteoritici, seppur la sua origine sia dibattuta nella comunità scientifica.
Secondo alcuni studiosi il cratere sarebbe stato creato da un meteorite del diametro di circa 10 metri, caduto nel IV o V secolo d.C. (si veda anche la voce Secinaro). L'ipotesi che il meteorite del Sirente possa essere il fenomeno astronomico osservato da Costantino il Grande e dal suo esercito prima della battaglia di Ponte Milvio ha suscitato grande eco sulla stampa nazionale ed estera.

## Origine degli studi
Le peculiarità della struttura geologica in questione sono state evidenziate verso la fine degli anni novanta da alcuni esperti di crateri da impatto dell'IRSPS di Pescara . Da allora vari studiosi si sono interessati, in momenti diversi, della struttura ipotizzando molteplici ipotesi cause per la sua formazione. Accanto alla caduta di un meteorite, sono state ipotizzate anche l'origine antropica e quella vulcanica. L'area è stata oltretutto alterata dalla caduta di ordigni militari durante la Seconda guerra mondiale. Le teorie principali sono ad oggi quella dell'impatto meteoritico e quella dell'origine antropica.
Il cratere che ospita il lago è il più grande di un intero campo di strutture circolari situate sulla Piana del Sirente. Sebbene tutte queste strutture datino all'incirca nel primo millennio a.C., la datazione più precisa e attendibile è quella dei campioni di terreno che - al momento della formazione della struttura geologica - si trovavano in corrispondenza del livello "zero" sotto la corona del cratere principale (target surface: superficie bersaglio). La datazione di questi campioni di terreno ottenuta tramite radiocarbonio (AMS) suggerisce che l'escavazione sia avvenuta all'incirca nel 412 d.C. +/- 40 anni.
Data la giovane età di questa struttura geologica, l'indagine geologica si è presto trasformata in una indagine multidisciplinare: una indagine che appariva destinata ad essere alimentata dal contributo di esperti e appassionati di storia, tradizioni locali e archeologia. Nel 2010 la regione Abruzzo ha posto il veto alla prosecuzione delle indagini con l'escavazione di un foro sotto la superficie del lago, unica indagine che avrebbe potuto confutare o confermare definitivamente l'ipotesi dell'origine meteoritica del lago.

## L'ipotesi dell'impatto meteoritico
La teoria dell'impatto meteorico è stata argomentata a più riprese dai suoi autori. All'epoca del presunto impatto il territorio ricadeva nelle competenze amministrative del municipium di Superaequum e fonti della tradizione orale tramandano la memoria di un evento catastrofico riferibile in termini cronologici proprio al contesto degli antichi Peligni Superequani del IV-V secolo d.C. Le conseguenze stimate per il presunto impatto meteoritico del Sirente appaiono inoltre compatibili con tutte le emergenze archeologiche finora note databili tra il IV e il V sec. d.C. .
Testimonianze di eventi celesti non sono oltretutto estranee alla storia degli antichi romani: tra i prodigi celesti che si osservarono in tutta l'Italia durante gli anni della Guerra Sociale (I secolo a.C.), Plutarco ci ricorda che a Λαβέρνη la terra si spaccò proprio mentre Silla vi era giunto con un esercito. Altri autori classici, riferendosi al medesimo evento, descrivono una fiamma alta fino al cielo (Lisandro e Silla, 6.6). Il fatto viene ribadito anche da Orosio e Giulio Ossequente a proposito dei prodigi che vennero osservati a Roma e in Italia durante il primo anno della Guerra Sociale. Orosio situa il presagio in Samnitibus (V, 18,5), mentre Ossequente lo colloca presso una località Aenaria (51.54). Salomon, tenendo conto delle vicende militari del giovane Silla, traduce Aenaria in Aeserniae localizzando i fatti ad Isernia. Mommsem, invece, identifica Λαβέρν con Laverneis e colloca l'episodio nei pressi dell'antico pagus Laverneis (l'attuale borgo di Prezza nella Valle Peligna).

## L'ipotesi dell'escavazione antropica
La tesi che vede nel cratere del Sirente un bacino scavato dall'uomo è stata formulata inizialmente dal geologo Fabrizio Speranza ed è stata argomentata storicamente da questo stesso autore con la consulenza di Mario Arpea. L'ipotesi geologica è che trattasi di un comune abbeveratoio scavato dall'uomo modellando i bordi di una depressione carsica preesistente, mentre la tesi storica è che un braccio secondario del Tratturo Celano-Foggia terminasse proprio in corrispondenza dei Prati del Sirente. La presenza di un numero cospicuo di ovini avrebbe indotto i pastori transumanti a scavare un bacino di dimensioni idonee a raccogliere l'acqua necessaria per abbeverare gli armenti.
Tra il 2004 e il 2009 la teoria dell'impatto meteoritico è stata molto criticata sui media dai sostenitori della teoria dell'origine atropica .
Recenti test sismici e di conduttività elettrica hanno tuttavia evidenziato che il bacino è profondo oltre 50 metri, che la sua forma è concava e che non sono presenti radici o condutture in profondità: caratteristiche apparentemente difficile da conciliare sia con l'origine carsica, sia con l'origine vulcanica. .

### Media italiani
- Coelum Astronomia, gennaio 2003 - 'E IL METEORITE FECE UN BUCO NELL'ABRUZZO' ;
- Newton, agosto 2003 - Roberto Santilli, 'Il meteorite dei miracoli';
- Il Tempo, 31/7/2003 - Natalia Poggi, 'Il lago del meteorite: un segno divino';
- Il Corriere della Sera, 19/04/2004 - F. Foresta Martin, 'Il cratere in Abruzzo è nato come abbeveratoio';
- Coelum Astronomia, luglio/agosto 2004 - 'Il lago del Sirente non è un cratere meteoritico';
- Mistero del Lago - Servizio 2011 esclusiva di Ovindoli TV;

### Media esteri
- Crater find backs falling star legend (PDF), su sfu.ca.
- Space impact 'saved Christianity', su news.bbc.co.uk.
- It Came from Outer Space?, su americanscientist.org. URL consultato il 30 aprile 2019 (archiviato dall'url originale il 25 marzo 2017).
- The day the sky fell in, su technology.guardian.co.uk.
- Hyperbole in Reports on NEOs and Impacts - Oct. 2004, su nai.arc.nasa.gov (archiviato dall'url originale il 3 maggio 2009).
- The Sirente craters (Italy): On the possible origin of geomagnetic anomalies (Ormö et al. 2007) (PDF), su impact-structures.com.
- Seismic data from the main crater of the proposed Sirente meteorite crater field (central Italy), Ormö et al. 2007) (PDF), su lpi.usra.edu.
- Fireball of Christ - Servizio anno 2011 del National Geographic Channel, su youtube.com.

Fonti di notizie in lingue diverse dall'inglese
- (RU) Видение Константина: знамением креста был метеорит?, su membrana.ru. URL consultato il 15 ottobre 2008 (archiviato dall'url originale il 4 dicembre 2007).
- (SE) Kors vilken meteorit! [collegamento interrotto], su dn.se.
- (PT) Queda de meteoro pode ter appresado expansao do cristianismo, su www1.folha.uol.com.br.

### Siti ufficiali
- Database sugli impatti sulla superficie terrestre, su unb.ca. URL consultato il 15 ottobre 2008 (archiviato dall'url originale il 9 luglio 2006).